# Jean-Louis Schoellkopf
Jean-Louis Schoellkopf (* 1946 in Colmar) ist ein französischer Fotograf, der in Saint-Étienne lebt.

## Leben und Werk
1974 zieht Schoellkopf in die Industrie- und Arbeiterstadt Saint-Etienne. Indem er Wohnsiedlungen und deren Bewohner fotografiert, begleitet er die Veränderungen seiner Wahlheimat. Der Wandel von Städten, Häusern und Fabriken ist das wiederkehrende Thema in seiner Arbeit. Er fotografiert nicht nur Architektur, sondern auch Lebensmittel kurz vor der Zubereitung. Schoellkopfs Porträts stehen in der Tradition eines neusachlichen Arbeitsansatz von beispielsweise August Sander.
2015 begann Schoellkopf, in Ludwigshafen am Rhein zu fotografieren und dokumentiert seitdem auch dort den Alltag der Arbeiterklasse in Zeiten des industriellen Wandels.
1997 war Jean-Louis Schoellkopf Teilnehmer der documenta X.